# Ecco i miei gioielli
Ecco i miei gioielli è una raccolta del gruppo musicale italiano CCCP - Fedeli alla linea, pubblicata nel 1992.

## Descrizione
L'album contiene brani provenienti da singoli e album pubblicati in precedenza. La copertina fotografa un graffito di Giuseppe Tarantino sul muro di recinzione della Basilica dei Santi Medici a Bitonto in provincia di Bari. Le foto sono di Luigi Ghirri.
L'album è stato pubblicato nel 1992 in formato LP, CD e musicassetta dall'etichetta discografica Virgin Dischi. Nel 2008 è stato ristampato nel solo formato CD dalla EMI.
L'album prende il nome dalla celebre esclamazione di Cornelia: Haec ornamenta mea, ovvero "Ecco i miei gioielli", che quest'ultima pronuncia in risposta alle matrone romane a cui piaceva ostentare la ricchezza, frase che si sente pronunciare anche da Annarella Giudici all'inizio del primo brano.

## Tracce
1. And the radio plays – 3:38
2. Inch'Allah - Ça va (Novità) – 2:10
3. Curami (Rimescolata) – 4:40
4. A ja ljublju SSSR – 4:41
5. Trafitto (Rimescolata) – 2:35
6. Tu menti – 2:02
7. Annarella – 4:24
8. Noia (Live in Baveno 1989) – 3:28
9. Svegliami – 3:46
10. Amandoti – 2:52
11. Le qualità della danza – 2:39
12. Palestina – 2:37
13. È vero – 4:02
14. Rozzemilia – 2:20

Durata totale: 45:54

## Formazione
- Giovanni Lindo Ferretti - voce
- Massimo Zamboni - chitarre
- Umberto Negri - basso
- Ignazio Orlando - basso
- Carlo Chiapparini - chitarra
- Danilo Fatur - voce
- Annarella Giudici - voce

## Edizioni
- 1992 - Ecco i miei gioielli (Virgin Dischi, VDICD 138, CD)
- 1992 - Ecco i miei gioielli (Virgin Dischi, VDI 138, LP)
- 1992 - Ecco i miei gioielli (Virgin Dischi, VDIK7138, MC)
- 1992 - Ecco i miei gioielli (Virgin Dischi, 7 86787 2, CD)
- 1992 - Ecco i miei gioielli (Virgin Dischi, 7867874, MC)
- 2008 - Ecco i miei gioielli (EMI, 50999 522288 2 7, CD)